# Sara Pettinelli
Sara Pettinelli (Roma, 12 febbraio 1981) è una rugbista a 15 e dirigente sportiva italiana, il cui ruolo è quello di seconda o terza linea e, più recentemente, tre quarti centro; milita nella formazione laziale del Red & Blu; è anche consigliere federale della Federazione Italiana Rugby, prima donna del rugby italiano a ricevere tale investitura.

## Biografia
Nata e cresciuta a Roma, ha da sempre giocato a rugby.
Dopo avere militato a lungo nel Rugby Roma, allo scioglimento della sezione femminile di quest'ultimo fece seguito l'ingaggio nella neonata formazione delle Red & Blu, squadra femminile di Colleferro che rappresenta la provincia di Roma; da pochi mesi Sara Pettinelli aveva esordito in Nazionale maggiore, a Biella contro la Francia nel Sei Nazioni 2007; in azzurro ha preso parte, a tutto il 2010, a tutte le edizioni di tale torneo.
Con il club laziale è inoltre giunta in tre occasioni consecutive alla semifinale nazionale per il titolo.
Il 29 maggio 2010 Sara Pettinelli è divenuta la prima donna a rivestire l'incarico di Consigliere Federale presso la FIR; è subentrata a Carlo Checchinato, dimessosi dall'incarico per assunzione di altra carica dirigenziale in seno alla Federazione.